# Резниченко, Валентин Михайлович
Валенти́н Миха́йлович Резниче́нко (укр. Валентин Михайлович Резніченко; род. 22 апреля 1972, Днепропетровск) — украинский государственный и политический деятель, с 20 февраля по 26 марта 2015 года — председатель Запорожской областной государственной администрации. С 26 марта 2015 по 27 июня 2019 года и с 10 декабря 2020 по 24 января 2023 года — председатель Днепропетровской областной государственной администрации.

## Образование
В 1994 году окончил Государственную металлургическую академию, специальность: «Автоматизация технологических процессов и производств».

## Трудовая деятельность
С 1991 по 1993 год — техник отдела автоматизированных систем управления Украинского государственного института по проектированию металлургических заводов.
С 1993 по 1994 год — инженер-программист 1 категории, ведущий инженер Общества с ограниченной ответственностью "Научно-производственное предприятие «Свиточ».
С 1994 по 1996 год — начальник информационно-компьютерного отдела, начальник отдела маркетинга К ФК «Эльф».
С 1996 начал работу в медиахолдинге ЗАО «Украинский Медиа Холдинг». С этого года по 1999 год — начальник отдела ремонта Общества с ограниченной ответственностью «ТНП Связь».
С 1999 по 2001 год — президент акционерного общества закрытого типа «Теленеделя-Днепропетровск». С 2001 по 2003 год — заместитель директора Общества с ограниченной ответственность «Днепр-медиа».
С марта по декабрь 2003 года — вице-президент «Украинский Медиа Холдинг». Там возглавлял подразделения различных уровней и направлений деятельности: пресса, радио, телевидение. Занимался развитием радиосетей, освоением и эксплуатацией новых радиочастот, развитием новых радиосетей по всей Украине.
С 2004 по 2006 год — генеральный директор дочернего предприятия «Медиа Ферст». С 2006 по 2011 год — директор дочернего предприятия «Телерадиоорганизация „Доверие“».
С 2011 по 2014 год — генеральный директор ООО «Студия „Европозитив“». В июне — июле 2014 года — заместитель директора ООО «Капитал Менеджмент Групп».
С августа 2014 по февраль 2015 года — генеральный директор Государственного предприятия «Украинский государственный центр радиочастот».
20 февраля 2015 года указом президента Украины Петра Порошенко был назначен главой Запорожской областной государственной администрации, был лично представлен президентом активу Запорожской области.
25 марта 2015 года президент Украины Пётр Порошенко назначил Валентина Резниченко исполняющим обязанности председателя Днепропетровской областной государственной администрации, занимал эту должность до 27 июня 2019 года.
10 декабря 2020 года указом президента Украины Владимира Зеленского вновь назначен председателем Днепропетровской областной государственной администрации.
20 августа 2021 года включён в список украинских физических лиц, против которых российским правительством введены санкции.

## Награды
- Знак отличия Госфинмониторинга Украины — нагрудный знак «За высокие достижения в развитии системы предупреждения и противодействия легализации доходов, полученных преступным путём» II-го и I-й степеней.
- Лауреат специальной премии «Золотое перо» — высшая награда в области журналистики «За вклад в развитие украинского радиовещания» (2011)
- Лауреат «Radio Music Awards» — «За вклад в развитие украинского радио бизнеса».
- Орден «1025-летие Крещения Киевской Руси[9]».